# Aït Bouaddou
Aït Bouaddou (în arabă آيت بوعدو) este o comună din provincia Tizi Ouzou, Algeria.
Populația comunei este de 14.435 de locuitori (2008).